# Coffin Island (Nunavut)
Coffin Island – niezamieszkana wyspa w Zatoce Frobishera, w Archipelagu Arktycznym, w regionie Qikiqtaaluk, na terytorium Nunavut, w Kanadzie. W pobliżu Coffin Island położone są wyspy: Aubrey Island, Beveridge Island, Bishop Island, Cairn Island, Crimmins Island, Emerick Island, Faris Island, Frobisher's Farthest, Gardiner Island, Hill Island, Jenvey Island, Kudlago Island, Long Island, Mair Island, McLaren Island, Monument Island, Pichit Island, Pink Lady Island, Ptarmigan Island, Sale Island, Sybil Island i Thompson Island.